# Clarias insolitus
Clarias insolitus es una especie de pez de la familia Clariidae en el orden de los Siluriformes.

## Morfología
• Los machos pueden llegar alcanzar los 14 cm de longitud total.

## Distribución geográfica
Se encuentra al sur de Borneo (Indonesia ).